# Луис Фабијано
Луис Фабијано Клементе (порт. Luís Fabiano Clemente; 8. новембар 1980) бивши је бразилски фудбалер који је играо на позицији нападача.

## Клупска каријера
Након почетка у Понте Прети и Рену, скренуо је пажњу на своје добре партије у Сао Паулу где је током сезоне 2003. постигао чак 46 голова, од којих су 29 били у лиги.
У Порто је прешао 2004. године где је провео једну сезону. Након тога је прешао у Севиљу где је из сезоне у сезону подизао ниво игре и форму што је узроковало кандидатуру за Трофеј Пичичи и друго место иза Данија Гвизе. Луис Фабијано је 2008. продужио уговор са Севиљом до 2011. године. Дана 22. јануара 2011. године постигао је хет-трик против Левантеа.
Дана 13. марта 2011. Луис Фабијано се вратио у Сао Пауло за суму од 7,6 милиона евра.

## Репрезентативна каријера
Луис Фабијано је дебитовао за Бразил 11. јуна 2003. у пријатељској утакмици против Нигерије када је постигао и свој први гол. Са Бразилом је освојио Куп Америке 2004, где је стартовао у свих пет мечева заједно са нападачем Адријаном.
28. јуна 2009. је постигао два гола у победи у финалу Купа конфедерација 2009. против Сједињених Америчких Држава. Освојио је златну копачку као најбољи стрелац турнира са пет голова.

## Статистика каријере

### Репрезентативна
| Бразил | Бразил   | Бразил |
| Година | Утакмице | Голови |
| ------ | -------- | ------ |
| 2003   | 3        | 1      |
| 2004   | 9        | 5      |
| 2007   | 2        | 2      |
| 2008   | 9        | 6      |
| 2009   | 13       | 11     |
| 2010   | 7        | 3      |
| 2012   | 1        | 0      |
| 2013   | 1        | 0      |
| Укупно | 45       | 28     |

## Трофеји

### Клупски
Сао Пауло
- Куп Јужне Америке: 2012.

Порто
- Интерконтинентални куп: 2004.

Севиља
- Куп Шпаније: 2006/07, 2009/10.
- Суперкуп Шпаније: 2007.
- Куп УЕФА: 2005/06, 2006/07.
- УЕФА суперкуп: 2006.

Тјенцин
- Прва лига Кине: 2016.

### Репрезентативни
Бразил
- Копа Америка: 2004.
- Куп конфедерација: 2009.